# Jason Geria
Jason Kato Geria, abrégé Jason Geria, né le 10 mai 1993 à Canberra, est un footballeur international australien, possédant également la nationalité ougandaise. Il évolue au poste de défenseur droit au Albirex Niigata.

## Carrière

### En club
Né de parents ougandais, Jason Geria commence le football en Australie et étudie à l'Université nationale australienne. Il rejoint en 2012 le club de Melbourne Victory, à l'âge de seize ans en suivant l'entraîneur qu'il avait au club de Brisbane Roar, Ange Postecoglou.

### En sélection
Geria est appelé pour la première fois en équipe d'Australie en mars 2016. Il honore finalement sa première sélection le 4 juin 2016 lors d'un match amical contre la Grèce.

## Statistiques
| Saison                | Club                  | Championnat           | Championnat | Championnat | Coupe(s) nationale(s) | Coupe(s) nationale(s) | Compétition(s) continentale(s) | Compétition(s) continentale(s) | Compétition(s) continentale(s) | Australie | Australie | Total | Total |
| Saison                | Club                  | Division              | M.          | B.          | M.                    | B.                    | Comp.                          | M.                             | B.                             | M.        | B.        | M.    | B.    |
| 2012-2013             | Melbourne Victory     | A-League              | 4           | 0           | 0                     | 0                     | -                              | -                              | -                              | -         | -         | 4     | 0     |
| 2013-2014             | Melbourne Victory     | A-League              | 21          | 0           | 0                     | 0                     | -                              | -                              | -                              | -         | -         | 21    | 0     |
| 2014-2015             | Melbourne Victory     | A-League              | 16          | 0           | 0                     | 0                     | LC                             | 6                              | 0                              | -         | -         | 22    | 0     |
| 2015-2016             | Melbourne Victory     | A-League              | 18          | 0           | 3                     | 1                     | -                              | -                              | -                              | 1         | 0         | 22    | 1     |
| 2016-2017             | Melbourne Victory     | A-League              | 5           | 0           | 3                     | 0                     | LC                             | 8                              | 0                              | -         | -         | 16    | 0     |
| Total sur la carrière | Total sur la carrière | Total sur la carrière | 64          | 0           | 6                     | 1                     | -                              | 14                             | 0                              | 1         | 0         | 85    | 1     |

## Palmarès
Il remporte le championnat d'Australie en 2015 puis en  2018 et la coupe d'Australie en 2015 avec le club de Melbourne Victory.

## Vie personnelle
Ses parents, Moses et Agnes, trouvent refuge et s'installent en Australie après avoir fui la guerre civile ougandaise dans les années 1980.